# 有馬掃部
有馬 掃部 （ありま かもん）は、安土桃山時代から江戸時代初期にかけての武士。日野江城主・有馬晴信の異母弟。キリシタン。兄・晴信とその子・直純に家老として仕えた。

## 生涯
洗礼名はドン・アンドレスというが、甥・有馬直純の棄教時には既に棄教しており、有馬氏の家臣ら主だった信者の改宗に尽力した。慶長18年（1613年）には、奉行として高橋主水・林田助右衛門ら棄教を拒否した主要キリシタン家臣の処刑にも携わった。
有馬氏移封の際にも同行し、2年後の元和元年（1615年）に死去したという。死ぬ直前には棄教したことを後悔していたとされる（『続日本殉教録』）。